# Équipe d'Argentine de football à la Copa América 1923
L'équipe d'Argentine de football participe à sa 7e Copa América lors de l'édition 1923 qui se tient à Montevideo en Uruguay du 29 octobre au 2 décembre 1923.

## Résultats

### Classement final
Les quatre équipes participantes sont réunies au sein d'une poule unique où chaque formation rencontre une fois ses adversaires. À l'issue des rencontres, l'équipe classée première remporte la compétition.
|   | Équipe    | Pts | J | G | N | P | BP | BC | Diff |
| - | --------- | --- | - | - | - | - | -- | -- | ---- |
| 1 | Uruguay   | 6   | 3 | 3 | 0 | 0 | 6  | 1  | +5   |
| 2 | Argentine | 4   | 3 | 2 | 0 | 1 | 6  | 6  | 0    |
| 3 | Paraguay  | 2   | 3 | 1 | 0 | 2 | 4  | 6  | -2   |
| 4 | Brésil    | 0   | 3 | 0 | 0 | 3 | 2  | 5  | -3   |

| 29 octobre  | Argentine | 4 | 3 | Paraguay  |
| 18 novembre | Argentine | 2 | 1 | Brésil    |
| 2 décembre  | Uruguay   | 2 | 0 | Argentine |

### Matchs
| 29 octobre 1923                                                                                        | Argentine                           | 4 – 3 | Paraguay                            | Parque Central (Montevideo)                   |                                               |
| | Saruppo 27e · Aguirre 58e, 77e, 86e | (1 - 1) | Rivas 10e · Zelada 50e · Fretes 75e | Spectateurs : 20 000 Arbitrage : Angel Minoli | Spectateurs : 20 000 Arbitrage : Angel Minoli |
| Tesoriere - Bidoglio, Iribarren - Médici, Vaccaro, Solari - Loizo, De Miguel, Saruppo, Aguirre, Onzari | Équipes                             | Denis - Paredes, Mena Porta - Centurión Miranda, Díaz, Capdevila - Miranda, Zelada, I. López, Rivas, Fretes |                                     | Spectateurs : 20 000 Arbitrage : Angel Minoli | Spectateurs : 20 000 Arbitrage : Angel Minoli |

| 18 novembre 1923                                                                                     | Argentine                | 2 – 1                                                                                        | Brésil   | Parque Central (Montevideo)                   |                                               |
| | Onzari 11e · Saruppo 76e | (1 - 1)                                                                                      | Nilo 15e | Spectateurs : 15 000 Arbitrage : Miguel Barba | Spectateurs : 15 000 Arbitrage : Miguel Barba |
| Cancino - Bidoglio, Iribarren - Médici, Vaccaro, Solari - Loizo, De Miguel, Saruppo, Aguirre, Onzari | Équipes                  | Nélson - Pennaforte, Alemão - Mica, Nesi, Soda - Paschoal, Zezé I, Nilo, Mário Seixas, Amaro |          | Spectateurs : 15 000 Arbitrage : Miguel Barba | Spectateurs : 15 000 Arbitrage : Miguel Barba |

| 2 décembre 1923                                                                            | Uruguay                 | 2 – 0                                                                                                  | Argentine | Parque Central (Montevideo)                                 |                                                             |
|                                                                                            | Petrone 28e · Somma 88e | (1 - 0)                                                                                                |           | Spectateurs : 22 000 Arbitrage : Antônio Carneiro de Campos | Spectateurs : 22 000 Arbitrage : Antônio Carneiro de Campos |
| Casella - Nasazzi, Uriarte - Andrade, Vidal, Ghierra - Pérez, Scarone, Cea, Petrone, Somma | Équipes                 | Tesoriere - Bidoglio, Iribarren - Médici, Vaccaro, Solari - Loizo, De Miguel, Saruppo, Aguirre, Onzari |           | Spectateurs : 22 000 Arbitrage : Antônio Carneiro de Campos | Spectateurs : 22 000 Arbitrage : Antônio Carneiro de Campos |

## Navigation